# Korona królewska Napoleona I

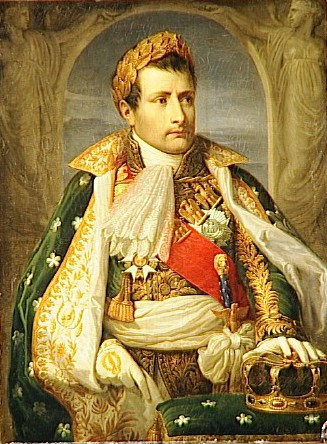
Napoleon I jako król Włoch, w prawym dolnym rogu obrazu przedstawiona jest korona królewska

Korona królewska Napoleona I – korona królewska wykonana w 1805 roku dla Napoleona I przed jego koronacją na króla Włoch.
17 marca 1805 w miejsce Republiki Włoch proklamowano utworzenie Królestwa Włoch. Wybrany królem Napoleon I wzorem średniowiecznych cesarzy postanowił uroczyście koronować się w Mediolanie na władcę Italii. 
W Paryżu przygotowano strój koronacyjny oraz wykonano stosowne na tę okoliczność insygnia. Wśród nich była zrobiona w zakładzie jubilerskim Marguerite'a korona.
Gdy Napoleon I przybył do Mediolanu, zrezygnował jednak z jej użycia i podczas uroczystości intronizacyjnych 26 maja 1805 roku w katedrze mediolańskiej zastąpił ją historyczną żelazną koroną.
Obecnie korona królewska Napoleona I obok innych pamiątek napoleońskich jest przechowywana w Muzeum Zjednoczenia Włoch w Mediolanie.